# El típico tío feliz
"El típico tío feliz" (título original en inglés: "The Happy Wanderer") es el decimonoveno episodio de la serie de HBO Los Soprano y el sexto de la segunda temporada de la serie. Fue escrito por Frank Renzulli, dirigido por John Patterson y estrenado el 20 de febrero de 2000 en Estados Unidos.

## Protagonistas
- James Gandolfini como Tony Soprano.
- Lorraine Bracco como Dr. Jennifer Melfi
- Edie Falco como Carmela Soprano.
- Michael Imperioli como Christopher Moltisanti.
- Dominic Chianese como Corrado Soprano, Jr.
- Vincent Pastore como Pussy Bonpensiero. *
- Steven Van Zandt como Silvio Dante.
- Tony Sirico como Paulie Gualtieri.
- Robert Iler como Anthony Soprano, Jr.
- Jamie-Lynn Sigler como Meadow Soprano.
- Drea de Matteo como Adriana La Cerva. *
- David Proval como Richie Aprile.
- Aida Turturro como Janice Soprano.
- y Nancy Marchand como Livia Soprano.
- * = sólo en los créditos

### Protagonistas invitados
- John Ventimiglia como Artie Bucco.

#### Otros protagonistas
| - Robert Patrick como David Scatino. - Lillo Brancato Jr. como Matt Bevilaqua. - Chris Tardio como Sean Gismonte. - Federico Castelluccio como Furio. - Nicole Burdette como Barbara Giglione. - John C. Hensley como Eric Scatino. - Marissa Redanty como Christine Scatino. - Félix Solís como pescador. - Vincent Curatola como Johnny Sack. - Paul Mazursky como "Sunshine". - Frank Sinatra, Jr. como él mismo. | - Lewis J. Stadlen como Dr. Ira Fried - Adam Alexi-Malle como rector. - P.J. Brown como policía. - Angela Covington como Gudren. - Joseph R. Gannascoli como Vito Spatafore. - Barbara Gulan como Mrs. Gaetano - La Tanya Hall como prostituta. - Sig Libowitz como Hillel - David McCann como sacerdote. - Carmine Sirico como negociante - Ed Vassallo como Tom Giglione. |

## Primeras apariciones
- Vito Spatafore: sobrino de Richie Aprile y miembro de su equipo.
- David Scatino: amigo de infancia de Tony y adicto al juego.
- "Sunshine": quien organiza todas las timbas de Tont y que regresará en la partida de póker de Eugene Pontecorvo en el episodio "Amor Puro".
- Dr. Ira Fried: doctor especializado en tratar disfunciones eréctiles y en operar clandestinamente a mafiosos en estado grave y urgente. Es un habitual de las timbas nocturnas de Tony.

## Fallecidos
- Tom Giglione, Sr.: padre del cuñado de Tony, que muere tras caer de un tejado.